# حوزه انتخابیه اول جورجیا
حوزه انتخابیه اول جورجیا یک حوزه انتخابیه مجلس نمایندگان آمریکا است که در ایالت جورجیا قرار دارد.